# Michel Platini
Michel François Platini (ur. 21 czerwca 1955 w Jœuf) – francuski piłkarz, trener i działacz sportowy pochodzenia włoskiego.
Uważany jest za jednego z najlepszych i najbardziej wszechstronnych piłkarzy w historii. Był zawodnikiem m.in. AS Nancy, AS Saint-Étienne oraz przez pięć lat Juventusu, z którym w tym czasie zdobył dwa mistrzostwa Włoch, Puchar Włoch, Puchar Mistrzów, Puchar Zdobywców Pucharów i Puchar Interkontynentalny oraz indywidualnie trzykrotnie Złotą Piłkę dla najlepszego piłkarza Europy. Z reprezentacją Francji, w której barwach rozegrał 72 mecze, brał udział w trzech turniejach o mistrzostwo świata oraz (w 1984) triumfował w mistrzostwach Europy (został także królem strzelców tej imprezy). W latach 1988–1992 był selekcjonerem drużyny narodowej. Od połowy lat 90 zasiada we władzach UEFA. Funkcję prezydenta tej organizacji pełnił od 26 stycznia 2007 do 21 grudnia 2015, kiedy to został zawieszony przez FIFA na 8 lat.

## Kariera piłkarska

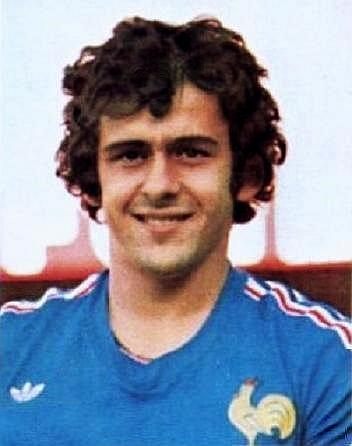
Michel Platini (1978)

Piłkarską karierę zaczynał w lokalnych klubach Quiestede i Jœuf. W 1971 roku Platini był bliski przejścia do FC Metz jednak do transferu ostatecznie nie doszło z powodu zdiagnozowania niewydolności serca przez lekarza nowego potencjalnego klubu Francuza. Przełomem w jego karierze było przejście w wieku osiemnastu lat do AS Nancy, z którym w 1978 zdobył swoje pierwsze cenne trofeum – Puchar kraju. Rok później grał już w AS Saint-Étienne, który na początku lat 80., także dzięki Platiniemu, odnosił swoje największe sukcesy. To z Saint-Étienne Michel wywalczył w 1981 swój jedyny tytuł mistrza Francji.
Po udanym Mundialu 1982 (Francja przegrała w meczu o trzecie miejsce z Polską) o Platiniego upomniał się Juventus F.C., przeżywający wówczas pod wodzą Giovanniego Trapattoniego okres piłkarskiego rozkwitu. Przez kolejnych pięć lat (w tym trzy wraz z Polakiem Zbigniewem Bońkiem) stanowił o ofensywnym obliczu drużyny, z którą zdobył wszystkie najważniejsze europejskie trofea. W połowie lat 80. był liderem reprezentacji Francji, która w 1984 wywalczyła swój pierwszy tytuł mistrza Europy.
Platini zakończył swoją piłkarską karierę w 1987, w wieku trzydziestu dwóch lat.

## Sukcesy piłkarskie
- Puchar Francji 1978 z AS Nancy
- mistrzostwo Francji 1981, finał Pucharu Francji 1981 i 1982 z AS Saint-Étienne
- mistrzostwo Włoch 1984 i 1986, Puchar Włoch 1983, Puchar Mistrzów 1985, Puchar Zdobywców Pucharów 1984, Superpuchar Europy 1984 oraz Puchar Interkontynentalny 1985 z Juventusem
- Trzykrotny król strzelców Serie A – w 1983, 1984 i 1985
- Król strzelców Mistrzostw Europy w 1984 roku – 9 goli (jest to do dziś rekord Euro)
- Trzykrotny zdobywca Złotej Piłki magazynu France Football (jako pierwszy w historii trzy razy z rzędu) – w 1983, 1984 i 1985

W reprezentacji Francji rozegrał 72 mecze (49 jako kapitan) i strzelił 41 goli, zdobył mistrzostwo Europy w 1984 oraz startował w Mistrzostwach Świata 1978 (faza grupowa), 1982 (IV miejsce) i 1986 (III miejsce).
Za wybitne osiągnięcia sportowe w 1985 został odznaczony przez prezydenta Francji Legią Honorową V klasy, a w 1988 IV klasą tego orderu.

## Kariera szkoleniowa
Pod koniec 1988 przejął od Henriego Michela stery reprezentacji. Kariera selekcjonera, trwająca cztery lata, przyniosła Platiniemu wiele rozczarowań, z których największe – niezakwalifikowanie się na Mundial 1990 i słaby występ na Euro 1992 – na dobre zniechęciły go do pracy szkoleniowej.

## Kariera działacza piłkarskiego

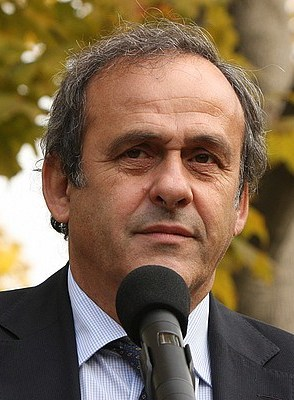
Platini jako Prezydent UEFA

Od połowy lat 90. był prominentnym działaczem Unii Europejskich Związków Piłkarskich (UEFA). W latach 1993–1998 był przewodniczącym komitetu organizacyjnego mistrzostw świata. W 2005 roku ogłosił, że w następnych wyborach będzie ubiegał się o funkcję prezydenta tej organizacji. 26 stycznia 2007 roku podczas XXXI zjazdu Unii Europejskich Związków Piłkarskich został wybrany na stanowisko prezydenta tej organizacji. Zastąpił Szweda Lennarta Johanssona. 21 grudnia 2015 został zawieszony przez władze Międzynarodowej Federacji Piłki Nożnej (FIFA) na okres 8 lat za przyjęcie znaczących środków finansowych od innego działacza Międzynarodowej Federacji Piłki Nożnej Josepha Blattera.

## Odznaczenia
- Legia Honorowa V (1985) i IV (1988) klasy
- Medal Wschodniej Republiki Urugwaju (Urugwaj, 1997)[2]